# Kumano Hayatama-taisha

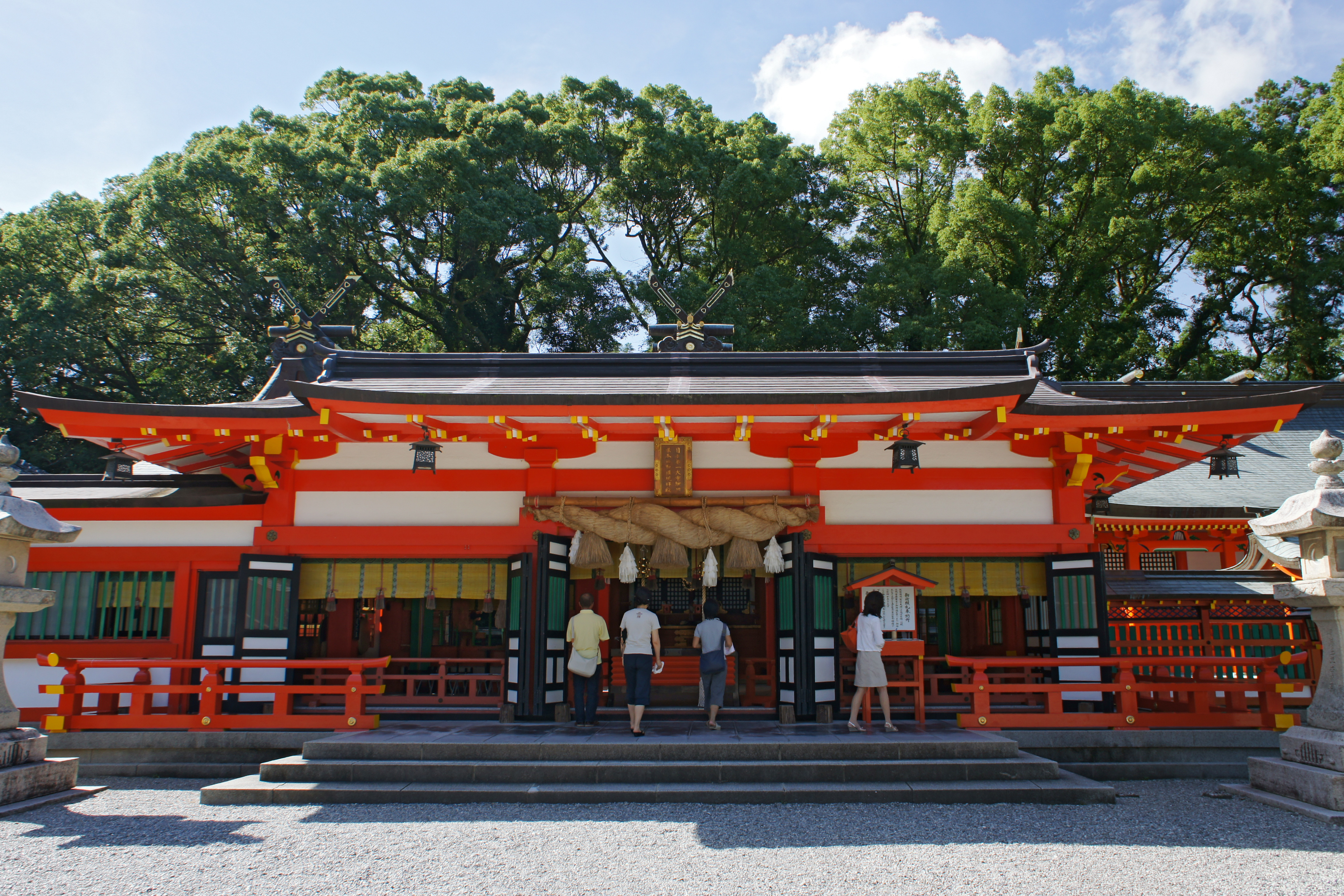
Haiden.

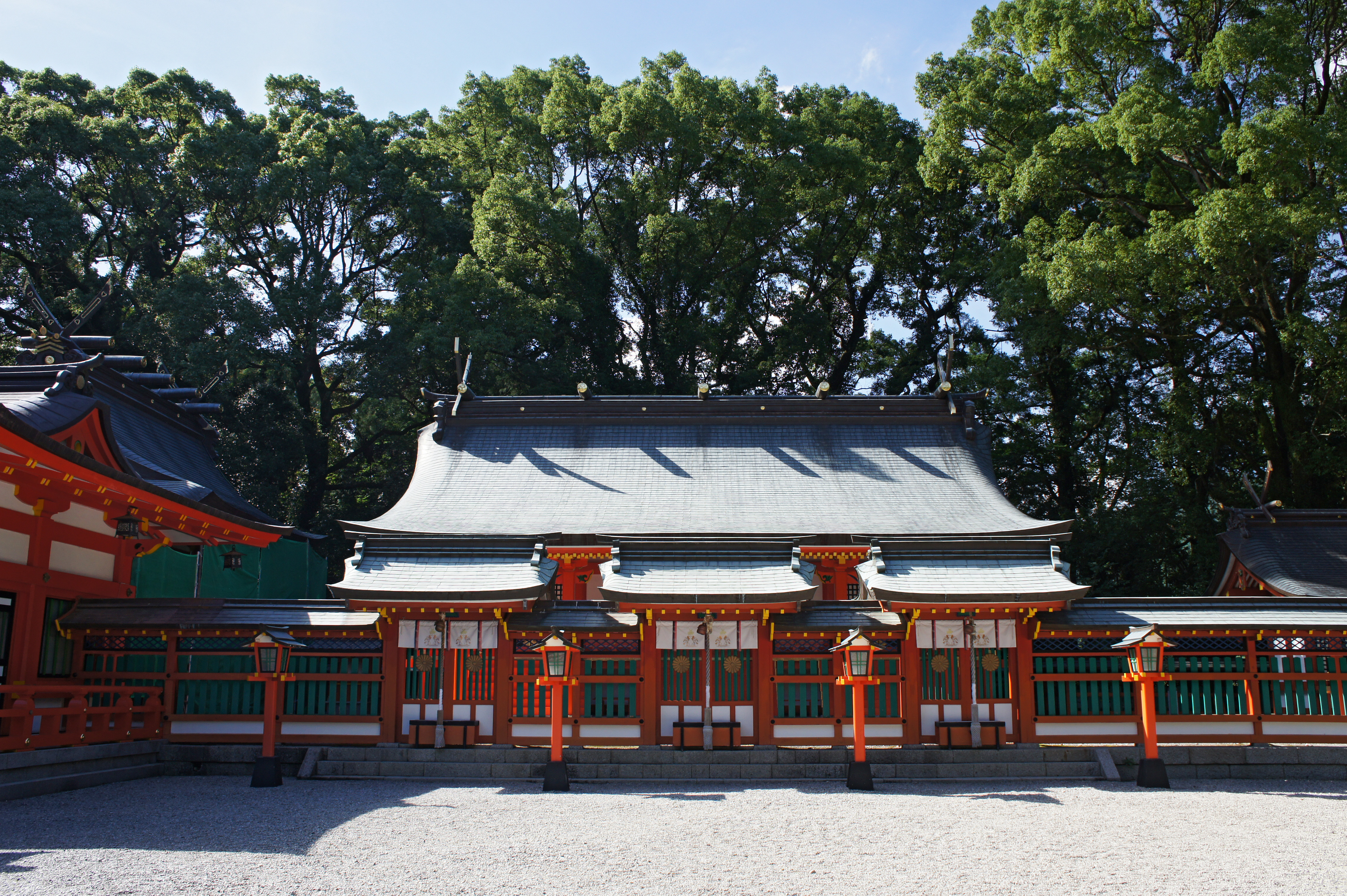
Suzumon.

Le Kumano Hayatama-taisha (熊野速玉大社) est un sanctuaire shinto situé à Shingū, préfecture de Wakayama, sur les berges du fleuve Kumano dans la péninsule de Kii au Japon. Il fait partie du Kumano Sanzan dans le patrimoine mondial de l'UNESCO au titre des sites sacrés et chemins de pèlerinage dans les monts Kii. Les trois sanctuaires Kumano Sanzan sont le Sōhonsha (« premier sanctuaire ») de tous les Kumano-jinja, situé à environ 20 à 40 km de distance les uns des autres et relié par la route de pèlerinage appelée Kumano sankeimichi (熊野参詣道).

## Sources
- (en) « Kumano Sanzan », sur www.tb-kumano.jp (consulté le 17 juillet 2019).
- (en) « Kumano Hayatama Taisha », sur www.tb-kumano.jp (consulté le 17 juillet 2019).
- « Sacred site "Kumano Sanzan" »(Archive.org • Wikiwix • Archive.is • Google • Que faire ?).